# Петрівка (Курманський район)
Петрі́вка (до 1920-х років — Ота́р-Петрі́вка, крим. Otar Petrivka) — село Курманського району Автономної Республіки Крим.

## Соціальна сфера
У селі діє підприємство лісосклад СТОВ «Дружба народів».

## Місцевості
Квартали:
- квартал ім. І. А. Єгудіна;
- квартал Новий;

Вулиці:
- Горького, Лінійна, Дачна, Миру, Русенська, Виноградна, Леніна, Ювілейна, Желєзнодорожна, К.Маркса, Садова, Мічурина, Паркова, Промислова, Дальня, провулки:

- Желєзнодорожний, Клубний, Аптечний, Шкільний, Сонячний.

## Історія
Село виникло у другій половині XIX століття, як селище залізничних робітників під назвою Отар-Петрівка.
Згідно зі Списком населених пунктів Кримської АРСР по Всесоюзному перепису 17 грудня 1926 року, в селі Петрівка числилося 18 дворів, всі селянські, населення становило 66 осіб, з них 60 українців, 5 росіян, 1 білорус, діяла російська школа.

## Мешканці
- В селі народився Балкінд Лев Володимирович (нар. 1937) — український живописець.
- В селі народився Алієв Наріман Рідьванович — український режисер та сценарист кримськотатарського походження.